# Metabraxas regularis
Metabraxas regularis là một loài bướm đêm trong họ Geometridae.